# Halowe Mistrzostwa Europy w Lekkoatletyce 1984 – bieg na 3000 m kobiet
Bieg na 3000 metrów kobiet – jedna z konkurencji biegowych rozgrywanych podczas halowych lekkoatletycznych mistrzostw Europy w  hali Scandinavium w Göteborgu. Rozegrano od razu bieg finałowy 3 marca 1984. Zwyciężyła reprezentantka Republiki Federalnej Niemiec Brigitte Kraus. Tytułu zdobytego na poprzednich mistrzostwach nie broniła Jelena Sipatowa ze Związku Radzieckiego.

## Rezultaty

### Finał
Wystartowało 6 biegaczek
. Opracowano na podstawie materiału źródłowego.
| Miejsce | Zawodniczka         | Czas    |
| ------- | ------------------- | ------- |
| 1       | Brigitte Kraus      | 9:12,07 |
| 2       | Tetiana Pozdniakowa | 9:15,04 |
| 3       | Ivana Kleinová      | 9:15,71 |
| 4       | Monika Schäfer      | 9:16,61 |
| 5       | Agnese Possamai     | 9:17,90 |
| 6       | Birgitta Wåhlin     | 9:26,80 |